# Folkeuniversitetet
Folkeuniversitetet i Danmark er en folkeoplysende voksenundervisningsinstitution med afdelinger ved de fire universiteter i København, Århus, Odense og Aalborg.
Folkeuniversiterne blev stiftet i 1898. De hører under folkeoplysningsloven, men adskiller sig fra aftenskoler ved, at alle tilbud er på universitært niveau, og alle lærere og foredragsholdere er akademikere, men der stilles ikke særlige krav til deltagerne. Kurserne på folkeuniversiteterne kan ikke give merit, og der er ingen eksaminer.
Folkeuniversitetet tilbyder forelæsninger, kurser og ekskursioner, der udbreder kendskabet til forskningens metoder og resultater leveret af dygtige undervisere og forskere fra universiteter, højere læreanstalter m.v.